# Panamas damlandslag i volleyboll
Panamas damlandslag i volleyboll representerar Panama i volleyboll på damsidan. Laget har deltagit i nordamerikanska mästerskapet tre gånger (1969, 1985 och 2011) samt i centralamerikanska och karibiska spelen vid flera tillfällen.

### Fotnoter
1. ↑  ”Women 1969 Volleyball I Norceca Championship 1969 Mexico City (MEX) 02-08.08 - Winner Mexico” (på engelska). http://www.todor66.com/volleyball/Norceca/Women_1969.html. Läst 19 mars 2023.
2. 1 2 3 4 5 6 7 8 9 10 11 12 13 14 15 16 17  ”PALMARES CAMPEONATOS CENTROAMERICANOS MAYORES FEMENINOS” (på spanska). AFECAVOL. https://www.afecavol.org/media/933860/palmares-mayor-femenino.pdf. Läst 21 oktober 2023.
3. ↑  ”Bethania De la Cruz was selected the MVP” (på engelska). North, Central America and Caribbean Volleyball Confederation. https://www.norceca.net/Sept%2017%202011_Bethania%20De%20la%20Cruz%20was%20selected%20the%20MVP.htm. Läst 11 mars 2023.
4. ↑  Senaste tillfället då någon kontrollerade att de inmatade tabelluppgifterna stämmer. Uppgifter kan ha matats in senare utan att kontrolleras av någon annan